# Frares Penitents de Jesús Natzarè
|  | No s'ha de confondre amb Orde de la Penitència o Frares de la Penitència de Jesucrist. |

L'Orde de Penitents de Jesús Natzarè, en llatí Ordo Poenitentium a Iesu Nazareno o Ordo Fratrum Poenitentiae de Iesu Nazareno, fou un orde mendicant fundat a Salamanca en 1752 i difós sobretot a Itàlia i l'Europa Central. Desaparegut en 1935, els seus membres, coneguts com a scalzetti o natzarens, posposaven al seu nom les sigles O. Poen.

## Història
L'orde fou fundat a Salamanca en 1752 per Juan Alfonso Varela de Losada, com a orde mendicant d'esperit franciscà, però amb un marcat tarannà contemplatiu i eremític, a l'estil d'ordes reformats com els caputxins. Estigueren vinculats a l'Orde dels Frares Menors i a l'Orde de Predicadors, i sempre s'establien en llocs on ja hi havia una casa franciscana o una de dominica. Per la seva poca difusió, abans de la seva aprovació, Benet XIV els recomanà d'afiliar-se com a congregació a algun altre orde ja existent. Era un orde petit: va arribar a tenir 33 convents en la seva màxima difusió, amb uns 255 frares.

### Fundació
Juan Alfonso Varela de Losada vivia com a laic al convent de franciscans observants de Salamanca, on feia treballs humils a canvi d'almoina. Uns anys abans, la monja clarissa de Salamanca Rosa del Castillo de Jesús Natzarè havia tingut una visió en somnis on se li deia que havia de fundar un orde de frares penitents; en una nova visió, se li revelà que el fundador havia d'ésser Juan Alfonso Varela. El confessor de la monja, el pare Valcárcel, es posà en contacte amb Varela i el posà a prova per veure'n la virtut; mentrestant, vivia al convent dels franciscans, fent-hi penitència i pregària.
En 1751, li comunicà la visió de Rosa del Castillo i Varela, espantat per la responsabilitat de la fundació, fugí, però una nova revelació li feu tornar. Amb l'escrit de la monja on relatava la visió i el que havia sentit, Valera començà a treballar per a la nova fundació, i redactà la regla del nou orde. El 8 de març de 1752, amb vuit companys, començaren a viure en comunitat sota aquesta regla, donant origen, així, a l'Orde dels Frares Penitents de Jesús Natzarè, a Salamanca.
El 9 d'agost del mateix any anaren a Roma i demanaren al papa Benet XIV l'aprovació de la regla. Un any després, la comunitat havia crescut i ja tenia quatre membres més. En aquell moment, però, l'Església Catòlica Romana no tenia intenció d'autoritzar nous ordes religiosos; al contrari, la tendència era de reduir-ne, i el papa recomanà a Varela que s'integressin en algun dels ordes mendicants ja existents; així i tot, el papa manifestà que la regla presentada era correcta i bona.

### Intents d'expansió

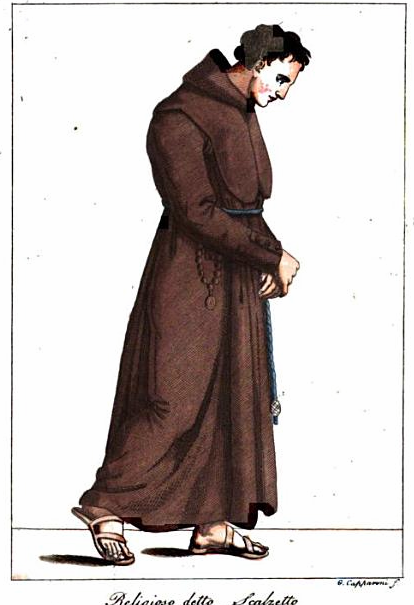
Hàbit de l'orde, per Giuseppe Capparoni, 1827.

Varela anà a Nàpols amb dos dels seus frares, mentre els altres restaven a Roma, en una casa vora la dels Germans de Sant Joan de Déu a Santa Maria la Major. Conegué el cardenal Crescenzi de Ferrara, que el convidà a establir-se a la seva ciutat. Novament a Roma, Varela vivia d'almoines; per enveges, fou difamat i el cardenal Guadagni l'expulsà de la ciutat mentre l'orde no fou aprovat per la Santa Seu. Anà a diversos llocs, intentant establir-hi comunitats: Nàpols, Milà, Alessandria i Brèscia, però no pogué, principalment per l'oposició dels bisbes i altres ordes similars.
En 1753 obriren una comunitat a Viena (Àustria), on els conegué el cardenal Ferenc Barkóczy i els convidà a fundar una casa a Eger, on anaren en 1755 i inauguraren el convent en 1756. L'any següent, Varela visità Eger i demanà al cardenal que intercedís a Roma pel reconeixement de l'orde. No obstant això, el nou bisbe d'Eger els comminà a integrar-se en un altre orde, i la comunitat deixà Eger i s'instal·là prop d'Esztergom, d'on foren expulsats en 1767.
Des d'allí, intentà que la Santa Seu aprovés l'orde, però es trobà amb què el papa i els bisbes li recomanaven d'integrar-lo en un altre orde ja existents. Després d'obrir algunes comunitats a Hongria, en no ésser reconeguts, el bisbe Eszterházy, en 1767, els obligà a passar a altres ordes o marxar.
Novament a Espanya, fundà un convent a la diòcesi d'Oriola, però l'oposició d'altres ordes l'obligà a marxar-ne. A Portugal fundà tres convents, dels que només subsistí el de Lisboa. A Madrid, el convent estigué obert durant tres anys. A Roma fundaren a l'església de Santa Maria delle Grazie in Porta Angelica i a Santa Maria in Macello Martyrum, que seria la seu general de l'orde), i a Viterbo, a Monte s. Angelo. El fundador morí a Ferrara el 22 de maig de 1769, amb 45 anys.

### Aprovació i supressió
Pius VI aprovà l'orde i la seva regla, respectivament, amb els breus Ex debito pastoralis officii i Iniuncta nobis, ambdós del 21 de maig de 1784, donant-los els privilegis i drets dels franciscans. Foren, doncs, l'últim orde religiós masculí de vots solemnes aprovat per la Santa Seu. Les constitucions ampliades foren aprovades el 20 de juliol de 1790.
En 1929 arribà a la seva màxima expansió; en 1930 foren suprimits els monestirs dels països germànics i quedaren només sis cases a Itàlia, a Roma, Viterbo i Sutri. El 20 de novembre de 1935, el breu Romanorum pontificum de Pius XI suprimí l'orde i en deslliurà els membres dels vots, permetent-ne als sacerdots d'integrar-se al clergat o entrar en un altre orde.

## Activitat i organització
Els scalzetti o natzarens feien una vida molt austera, amb freqüents dejunis i penitències, i feien apostolat, assistència a moribunds, predicació i allò que disposessin les autoritats eclesiàstiques a cada lloc.
L'orde era presidit per un ministre general elegit cada sis anys, ajudat per un comissari general, un procurador general, quatre custodis i quatre definidors; el capítol general se celebrava cada tres anys, i els superiors de les comunitats eren els guardians. Alguns autors parlen d'un quart vot de defensa de la Immaculada Concepció, però és un jurament especial, no pròpiament un vot. Com els frares menors, no poden tenir propietats, ni particularment ni com a comunitat, i han de viure de l'almoina.